# Sekondi-Takoradi Stadium

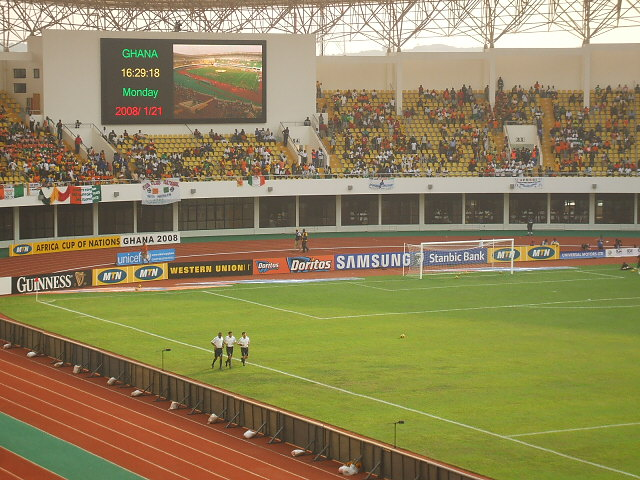
Sekondi-Takoradi Stadium

Sekondi-Takoradi Stadium (albo Gyandu Park) – wielofunkcyjny stadion w Ghanie, w mieście Sekondi-Takoradi. Na co dzień, na tym stadionie występuje drużyna Sekondi Hasaacas. Stadion może pomieścić 20 000 widzów.
Zostały na nim rozegrane trzy mecze grupowe w ramach PNA 2008.